# Guy Rosolato
Guy Rosolato, né le 29 janvier 1924 à Constantinople, et mort le 6 mars 2012 à Paris, est un psychiatre et un psychanalyste français.

## Formation
Guy Rosolato est né à Constantinople, dans une famille française originaire de la région lyonnaise venue faire de la sériciculture en Turquie. Il commence ses études de médecine à Beyrouth, puis les interrompt pour s'engager en 1944, dans les Forces françaises libres comme infirmier dans un bataillon de Sénégalais.
Il poursuit ses études de médecine à Paris, s'oriente vers la psychiatrie en 1953 et devient chef de clinique dans le service du professeur Jean Delay. En 1957, il soutient sa thèse de médecine intitulée « Références psychopathologiques du surréalisme ». C'est pendant son internat à l'hôpital Sainte-Anne qu'il noue des liens d'amitié notamment avec André Green, Roger Misès, Conrad Stein, et notamment Serge Leclaire qui lui fait connaître Jacques Lacan. L'hôpital Sainte-Anne est « alors une pépinière, fréquentée par tout ce qui compte, ou comptera, dans le domaine de la psychiatrie et celui de la psychanalyse ». Henri Ey, rapporte Jean-Claude Arfouilloux, est, à ce moment-là, « un maître incontesté pour les jeunes psychiatres de la génération de Rosolato ». Il organise les « Journées de Bonneval » à l’hôpital psychiatrique dont il est médecin-chef et dirige la revue L'Évolution psychiatrique, qui attribue son prix 1956 à Guy Rosolato, pour sa conférence intitulée « Sémantique et altérations du langage ».

## La psychanalyse
Il s'intéresse à la psychanalyse et fait une analyse avec Jacques Lacan (1954-1964). Il rejoint la Société française de psychanalyse puis, avec Piera Aulagnier, Serge Leclaire, et Jean Clavreul, il participe en 1964 à la fondation de l’École freudienne de Paris. Mais il s'oppose à ce qu'il considère comme une dérive autoritaire de Lacan, et rejoint, dès 1967, l'Association psychanalytique de France. Tout en restant lacanien, il a été « l'un de ceux qui se sont dégagés de l'influence directe du Maître ». Il a été l'une figure marquante de l'Association psychanalytique de France, qu'il préside de 1977 à 1979.
Lors de sa disparition, l'historienne Élisabeth Roudinesco écrit de lui qu'il était un « freudien original et parfois déroutant. » Dans le journal Libération, le psychanalyste Jean-Michel Hirt rend hommage à la « perspective Rosolato ».

## Publications

### Livres
- Essais sur le symbolique, Paris, Gallimard, 1969.  (ISBN 978-2070285921)
- La relation d’inconnu, Paris, Gallimard, 1978.  (ISBN 978-2070298952)
- Éléments de l'interprétation, Paris, Gallimard, 1985.  (ISBN 978-2070703333)
- Le sacrifice : repères psychanalytiques, Paris, Gallimard, 1987.  (ISBN 978-2-13-053038-1)
- Pour une psychanalyse exploratrice dans la culture, Paris, Gallimard, 1993.  (ISBN 2-13-044732-5)
- La portée du désir: ou la psychanalyse même, Paris, PUF, 1996.  (ISBN 2-13-047890-5)
- Les cinq axes de la psychanalyse, Paris, PUF, 1999.  (ISBN 978-2130502746)

### Autres textes
- « Sémantique et altérations du langage », L'Évolution psychiatrique, 20, no 4, p. 867-899.
- « Références psychopathologiques du surréalisme », thèse de médecine, Paris, 1957.
- « Étude des perversions sexuelles à partir du fétichisme » dans Le désir et la perversion, ouvrage collectif avec Piera Aulagnier, Jean Clavreul, François Perrier et Jean-Paul Valabrega, Paris, Seuil, 1967, p. 7-53  (ISBN 978-2020057738).
- « L'hystérie, névrose d'inconnu », Topique, no 41, 1988, p. 19-47.
- « Schibboleth », Psychanalyse à l'université, no 65, 1992, p. 145-150.
- « Comment s'isolent les signifiants de démarcation », Topique, no 49, 1992, p. 65-79 réédité dans l'Annuel de l'APF 2014, p. 153-170  (ISBN 978-2-13-062521-6).
- « Mystères chrétiens et "Nuit obscure" », Topique, no 85 Les spiritualités, 2004, p. 13-34.

## Sources
- Dominique Suchet, « Nécrologie Guy Rosolato (1924 – 2012) », [lire en ligne].
- Jean-Claude Arfouilloux, Guy Rosolato, Paris, PUF, coll. « Psychanalyste d’aujourd’hui », 2000.
- André Green et al., L’inconnu, dialogue avec Rosolato, Paris, PUF, 2009  (ISBN 978-2-13-057472-9).